# Giovanni Boccaccio
|  | Per a altres significats, vegeu «Bocaccio (discoteca)». |

Giovanni Boccaccio (Florència, 1313 - Certaldo o Florència, 21 de desembre del 1375) va ser un escriptor i humanista italià. Va escriure en llatí i en italià. És considerat, juntament amb Dante i Petrarca, un dels pares de la literatura en italià. La seva obra més coneguda és el Decameró. Aquest llibre va ser traduït al català l'any 1429, i la seva influència en la literatura catalana fou molt gran. Hi ha frases senceres extretes del Decameró de Boccaccio en el Tirant lo Blanc de Joanot Martorell.

## Biografia

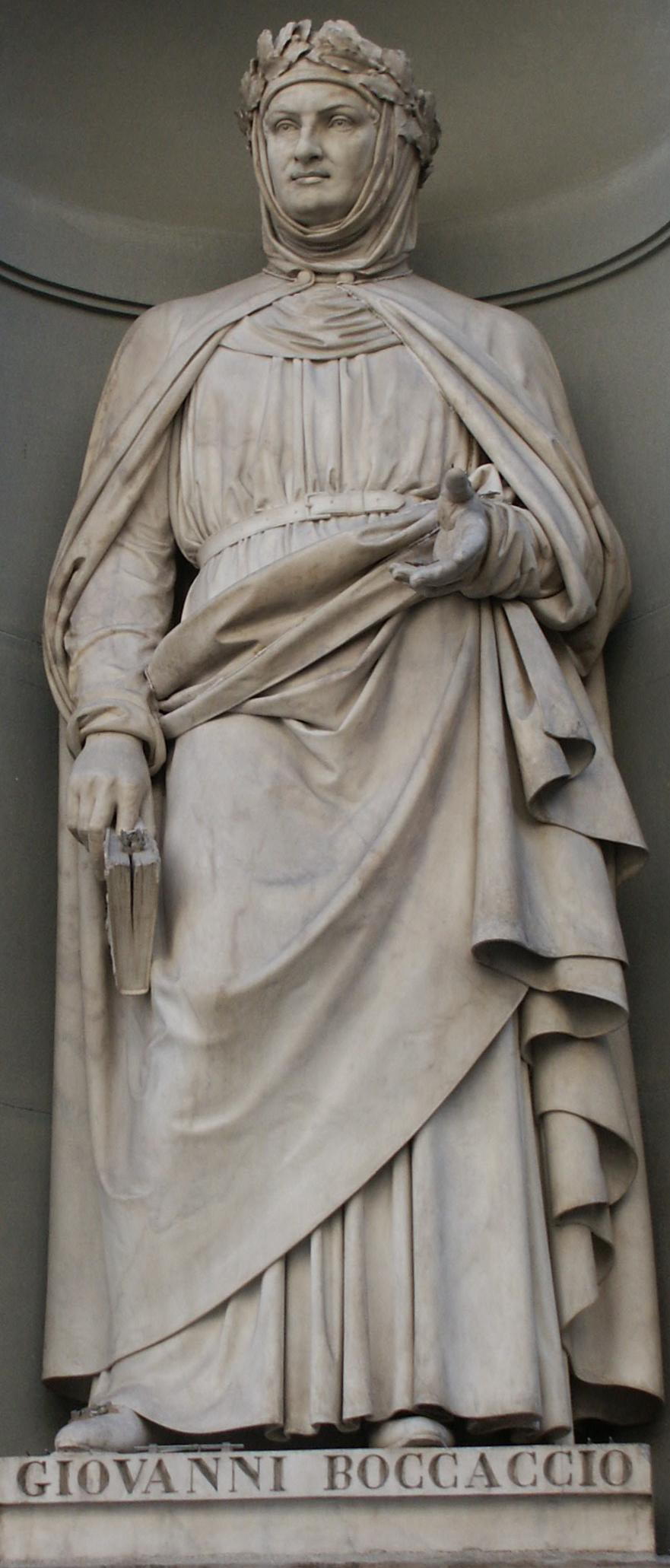
Estàtua de Boccaccio, Galleria degli Uffizi

### Infància i joventut, 1313–1330

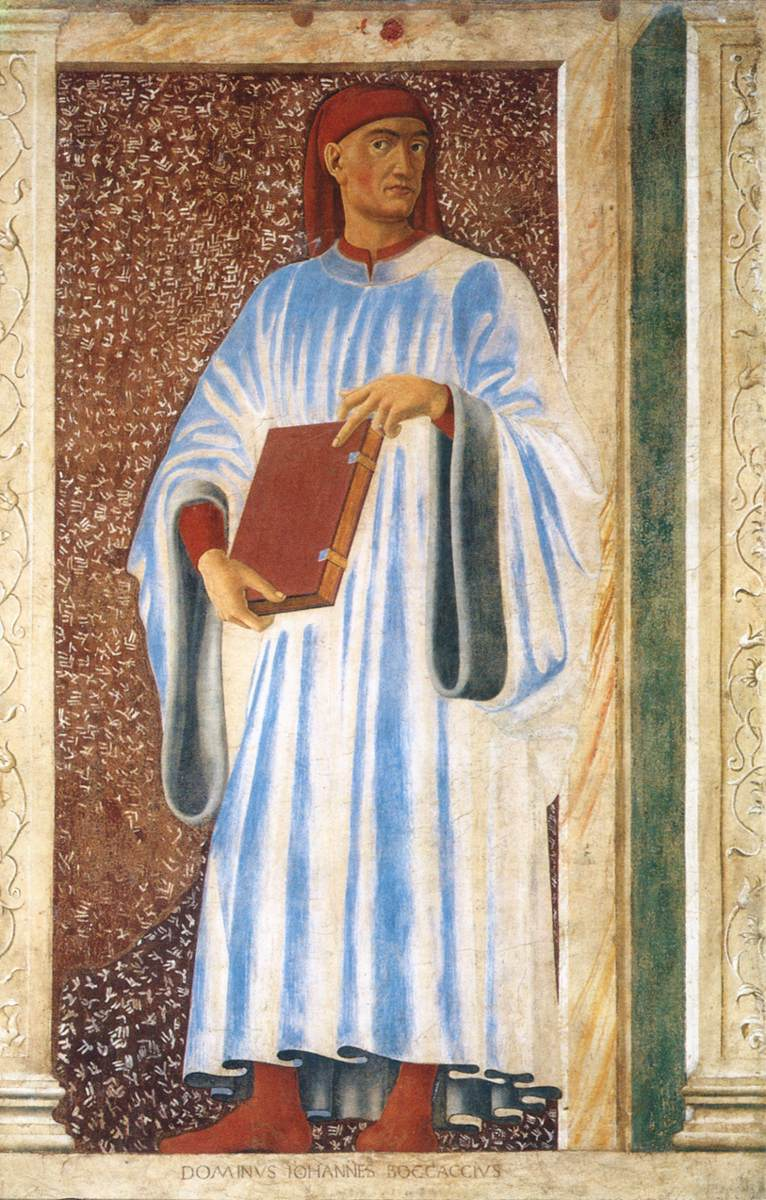
Retrat d’Andrea del Castagno, c. 1450

Els detalls del naixement de Boccaccio són incerts. Va néixer a Florència o en un poble prop de Certaldo d'on era la seva família. Era fill del comerciant florentí Boccaccino di Chellino i d'una dona desconeguda, probablement francesa de nom Giovanna; probablement va néixer fora del matrimoni. La madrastra de Boccaccio es deia Margherita de' Mardoli.
Boccaccio va créixer a Florència. El seu pare treballava per a la Compagnia dei Bardi i, a la dècada de 1320, es va casar amb Margherita dei Mardoli, que era d'una família acomodada. Boccaccio podria haver estat tutoritzat per Giovanni Mazzuoli i va rebre d'ell una introducció primerenca a les obres de Dante. El 1326, el seu pare va ser nomenat cap d'un banc i es va traslladar amb la seva família a Nàpols. Boccaccio era aprenent al banc, però no li agradava la professió de banc. Va convèncer el seu pare perquè el deixés estudiar dret a l’Studium (l'actual Universitat de Nàpols), on va estudiar dret canònic durant els sis anys següents. També es va interessar pels estudis científics i literaris.
El seu pare el va presentar a la noblesa napolitana i a la cort d'influència francesa de Robert I de Nàpols (el rei de Nàpols) a la dècada de 1330. En aquest moment, es va enamorar d'una filla casada del rei, que és retratada com a Fiammetta en molts dels romanços en prosa de Boccaccio, inclòs Il Filocolo (1338). Boccaccio es va fer amic del seu compatriota florentí Niccolò Acciaiuoli, i es va beneficiar de la seva influència com a administrador, i potser amant, de Caterina de Valois-Courtenay, vídua de Felip I de Tàrent. Més tard, Acciaioli esdevingué conseller de la reina Joana I de Nàpols i, finalment, del seu Gran Senescal. El 1340, va haver de retornar a Florència per una fallida econòmica en els negocis paterns. Entre el 1346 i el 1348, visqué a Ravenna i a Forlì, on va ser hoste de Francesc II Ordelaffi i establí relació amb els poetes Nereo Morandi i Francesco Miletto de Rossi.
Sembla que a Boccaccio no li agradava més el dret que la banca, però els seus estudis li van donar l'oportunitat d'estudiar força i establir bons contactes amb els seus companys. Les seves primeres influències van incloure Paolo da Perugia (un comissari i autor d'una col·lecció de mites anomenada les Collections), els humanistes Barbato da Sulmona i Giovanni Barrili i el teòleg Dionigi di Borgo San Sepolcro.

### Anys adults

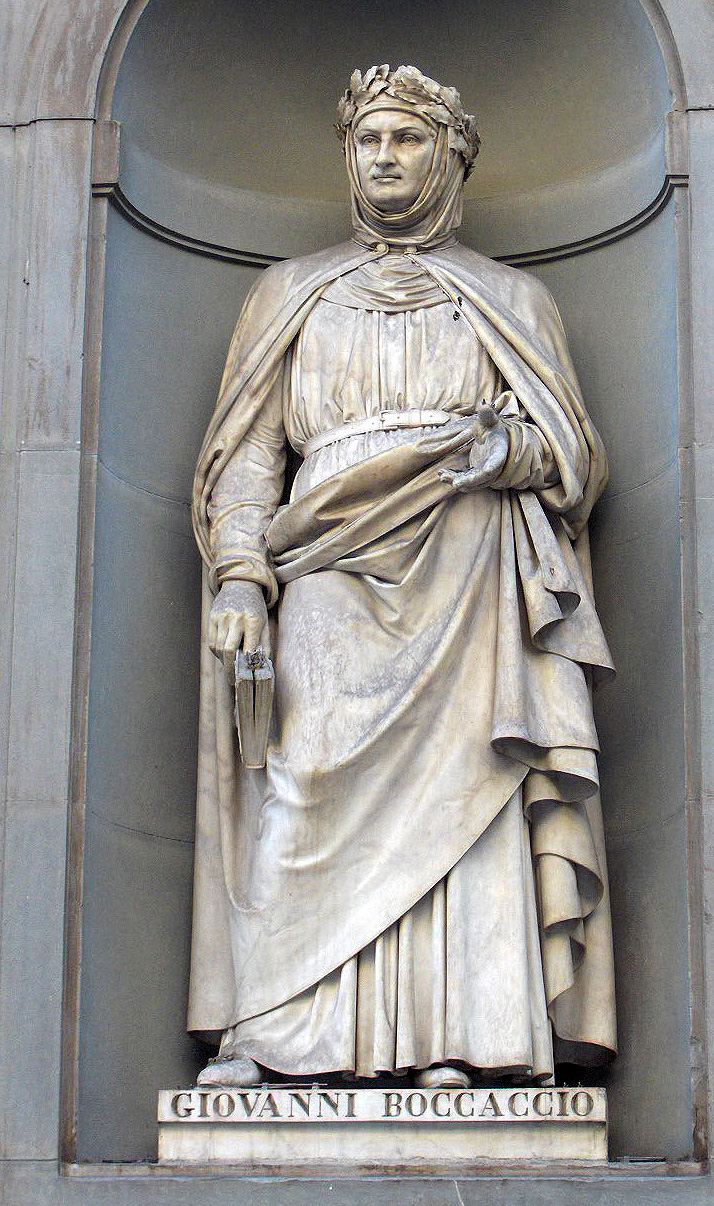
1845 estàtua de Boccaccio de Fantacchiotti a Galleria degli Uffizi

A Nàpols, Boccaccio va començar la que considerava la seva autèntica vocació de poesia. Les obres produïdes en aquest període inclouen Il Filostrato i Teseida (les fonts de Troilus i Criseyde de Chaucer i The Knight's Tale, respectivament), The Filocolo (una versió en prosa d'un romanç francès existent) i La caccia di Diana (un poema de terza rima enumerant dones napolitanes). El període va presentar una innovació formal considerable, inclosa possiblement la introducció de l'octava reial, influït per  Petrarca.
Boccaccio va tornar a Florència a principis de 1341, evitant la pesta de 1340 a aquella ciutat, però també es va perdre la visita de Petrarca a Nàpols el 1341. Havia abandonat Nàpols a causa de les tensions entre el rei angeví i Florència. El seu pare havia tornat a Florència el 1338, on havia fet fallida. La seva mare va morir poc després (possiblement, ja que era desconeguda - vegeu més amunt). Boccaccio va continuar treballant, encara que insatisfet amb el seu retorn a Florència, produint Comedia delle ninfe fiorentine el 1341 (també coneguda com Ameto), una barreja de prosa i poemes, completant el poema al·legòric de cinquanta cants Amorosa visione el 1342, i Fiammetta el 1343. D'aquesta època també data probablement la peça pastoral "Ninfale fiesolano". El 1343, el pare de Boccaccio es va tornar a casar amb Bice del Bostichi. Els seus altres fills pel seu primer matrimoni havien mort tots, però el 1344 va tenir un altre fill anomenat Iacopo.

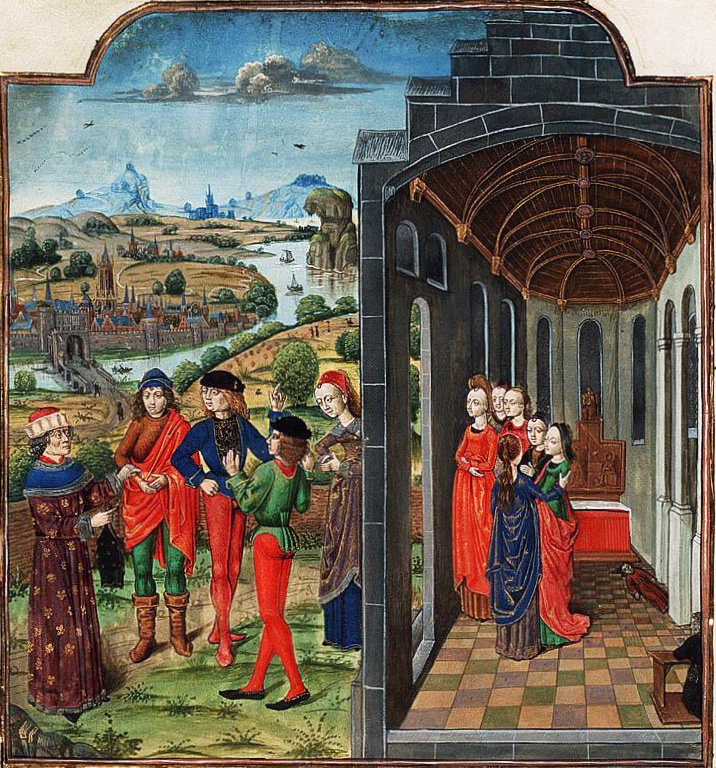
Boccaccio i altres fugint de la pesta; il·luminació d'una edició francesa del Decameró (c. 1485)

A Florència, l'enderrocament de Gualter de Brienne va provocar el govern del popolo minuto ('gent petita', obrers). Va disminuir la influència de la noblesa i les classes mercaders més riques i va ajudar a la relativa decadència de Florència. La ciutat va ser encara més afectada el 1348 per la Pesta Negra, que va matar unes tres quartes parts de la població de la ciutat, representada més tard al Decameró.
A partir de 1347, Boccaccio va passar molt de temps a Ravenna, buscant un nou mecenatge i, malgrat les seves afirmacions, no se sap si va estar present a Florència devastada per la pesta. La seva madrastra va morir durant l'epidèmia i el seu pare estava estretament relacionat amb els esforços del govern com a ministre de subministrament a la ciutat. El seu pare va morir el 1349 i Boccaccio es va veure obligat a tenir un paper més actiu com a cap de família.
Boccaccio va començar a treballar en El Decameró cap al 1349. És probable que les estructures de molts dels contes datin d'anteriors en la seva carrera, però d'aquesta època daten l'elecció d'un centenar de contes i la lieta brigata de tres homes i set dones. El 1352 l'obra es va acabar en gran part. Va ser l'esforç final de Boccaccio en literatura i una de les seves últimes obres en llengua vernacla toscana; l'única altra obra substancial va ser Corbaccio (datada del 1355 o del 1365). Boccaccio va revisar i reescriure El Decameró entre 1370 i 1371. Aquest manuscrit ha arribat fins als nostres dies.
A partir de 1350, Boccaccio s'implicà estretament amb l'humanisme italià (encara que menys erudit) i també amb el govern florentí. La seva primera missió oficial va ser a la Romanya a finals de 1350. Va tornar a visitar aquesta ciutat-estat dues vegades i també va ser enviat a Brandenburg, Milà i Avinyó. També va impulsar l'estudi del grec, albergant Barlaam de Seminara, i encoratjant les seves traduccions provisionals d'obres d’Homer, Eurípides i Aristòtil. En aquests anys, també va rebre encàrrecs menors.
L'octubre de 1350, va ser delegat per saludar a Francesco Petrarca quan entrava a Florència i també per tenir Petrarca com a convidat a casa de Boccaccio, durant la seva estada. La trobada entre tots dos va ser extremadament fructífera i van ser amics a partir d'aleshores, Boccaccio va anomenar Petrarca el seu mestre i magister. Petrarca en aquella època va animar Boccaccio a estudiar literatura clàssica grega i llatina. Es van tornar a trobar a Pàdua el 1351, Boccaccio en una missió oficial per convidar Petrarca a ocupar una càtedra a la universitat de Florència. Encara que no van tenir èxit, les discussions entre tots dos van ser fonamentals perquè Boccaccio escrivia la Genealogia deorum gentilium; la primera edició es va completar l'any 1360 i aquesta va romandre com una de les obres de referència clau sobre la mitologia clàssica durant més de 400 anys. Va servir com a defensa ampliada per als estudis de la literatura i el pensament antics. Malgrat les creences paganes en el seu nucli, Boccaccio creia que es podia aprendre molt de l'antiguitat. Així, va desafiar els arguments dels intel·lectuals clericals que volien limitar l'accés a les fonts clàssiques per evitar qualsevol dany moral als lectors cristians. El renaixement de l'antiguitat clàssica es va convertir en una base del Renaixement, i la seva defensa de la importància de la literatura antiga va ser un requisit essencial per al seu desenvolupament. Les discussions també van formalitzar les idees poètiques de Boccaccio. Algunes fonts també veuen una conversió de Boccaccio per part de Petrarca de l'humanista obert del Decameró a un estil més ascètic, més proper a l'ethos dominant del segle xiv. Per exemple, va seguir Petrarca (i Dante) en la defensa infructuosa d'una forma arcaica i profundament al·lusiva de la poesia llatina. L'any 1359, després d'una reunió amb el papa Innocenci VI i de noves reunions amb Petrarca, és probable que Boccaccio prengui algun tipus de mantell religiós. Hi ha una història persistent (però sense suport) que va repudiar les seves obres anteriors com a profanes el 1362, inclòs El Decameró.

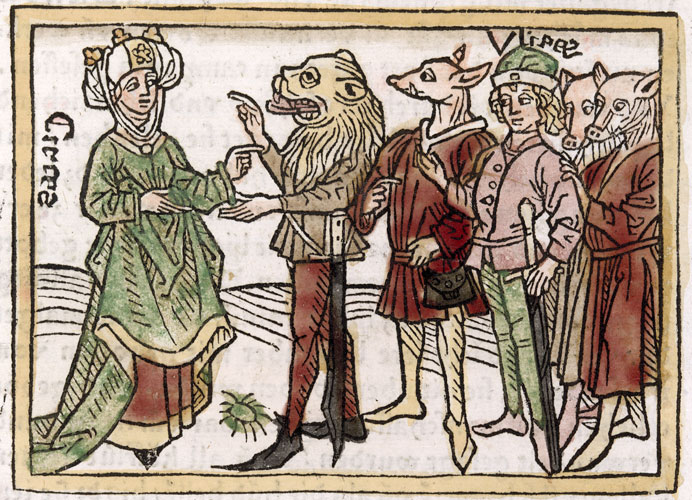
Circes: il·lustració d'una de les dones que apareixen a les biografies de 106 dones famoses de 1374, De Claris Mulieribus, de Boccaccio - d'una traducció alemanya de 1541

El 1360, Boccaccio va començar a treballar en De mulieribus claris, un llibre que ofereix biografies de 106 dones famoses, que va completar el 1374.
Alguns amics íntims de Boccaccio i altres coneguts van ser executats o exiliats durant la purga després del fracassat cop d'estat de 1361. Va ser en aquest any que Boccaccio va deixar Florència per residir a Certaldo, encara que no vinculat directament a la conspiració, on es va implicar menys en els afers governamentals. No va emprendre més missions per a Florència fins al 1365, i va viatjar a Nàpols i després a Pàdua i Venècia, on es va trobar amb Petrarca en gran estil al Palazzo Molina, la residència de Petrarca així com la biblioteca de Petrarca. Posteriorment va tornar a Certaldo. Va conèixer Petrarca només una vegada més a Pàdua el 1368. En saber de la mort de Petrarca (19 de juliol de 1374), Boccaccio va escriure un poema commemoratiu, inclòs en la seva col·lecció de poemes lírics, el Rime.
Va tornar a treballar per al govern florentí el 1365, emprenent una missió al papa Urbà V. El papat va tornar a Roma des d'Avinyó el 1367, i Boccaccio va ser enviat de nou a Urbà, oferint-li les felicitacions. També va emprendre missions diplomàtiques a Venècia i Nàpols.
De les seves obres posteriors, les biografies moralistes reunides com De casibus virorum illustrium (1355–74) i De mulieribus claris (1361–1375) van ser les més significatives. Altres obres inclouen un diccionari d'al·lusions geogràfiques de la literatura clàssica, De montibus, silvis, fontibus, lacubus, fluminibus, stagnis seu paludibus, et de nominibus maris liber. Va donar una sèrie de conferències sobre Dante a l'església de Santo Stefano l'any 1373 i aquestes van donar lloc a la seva darrera obra important, les detallades Esposizioni sopra la Commedia di Dante. Boccaccio i Petrarca també van ser dues de les persones més educades del primer Renaixement en el camp de l'arqueologia.
El canvi d'estil d'escriptura de Boccaccio a la dècada de 1350 es va deure en part a la trobada amb Petrarca, però sobretot a la mala salut i a un debilitament prematur de la seva força física. També va ser a causa de les decepcions en l'amor. Una mica d'aquesta decepció podria explicar per què Boccaccio va arribar de sobte a escriure en un estil corbaccio amarg, després d'haver escrit abans sobretot en lloança de la dona i de l'amor, tot i que estan presents elements de misogínia a Il Teseida. Petrarca descriu com Pietro Petrone (un monjo cartoixà) al seu llit de mort l'any 1362 va enviar un altre cartoixà (Gioacchino Ciani) per instar-lo a renunciar als seus estudis mundans. Petrarca va dissuadir a Boccaccio de cremar les seves pròpies obres i vendre la seva biblioteca personal, cartes, llibres i manuscrits. Petrarca fins i tot es va oferir a comprar la biblioteca de Boccaccio, de manera que passaria a formar part de la biblioteca de Petrarca. No obstant això, a la mort de Boccaccio, tota la seva col·lecció va ser lliurada al monestir de Santo Spirito, a Florència, on encara hi és.
Els seus darrers anys va estudiar a fons les obres de Dant i va adoptar una vida de caràcter espiritual i religiós. Anys afectats per malalties, algunes relacionades amb l'obesitat i el que sovint es descriu com a hidropesia, edema sever que avui es descriuria com a insuficiència cardíaca congestiva. Va morir el 21 de desembre de 1375 a Certaldo, on està enterrat.

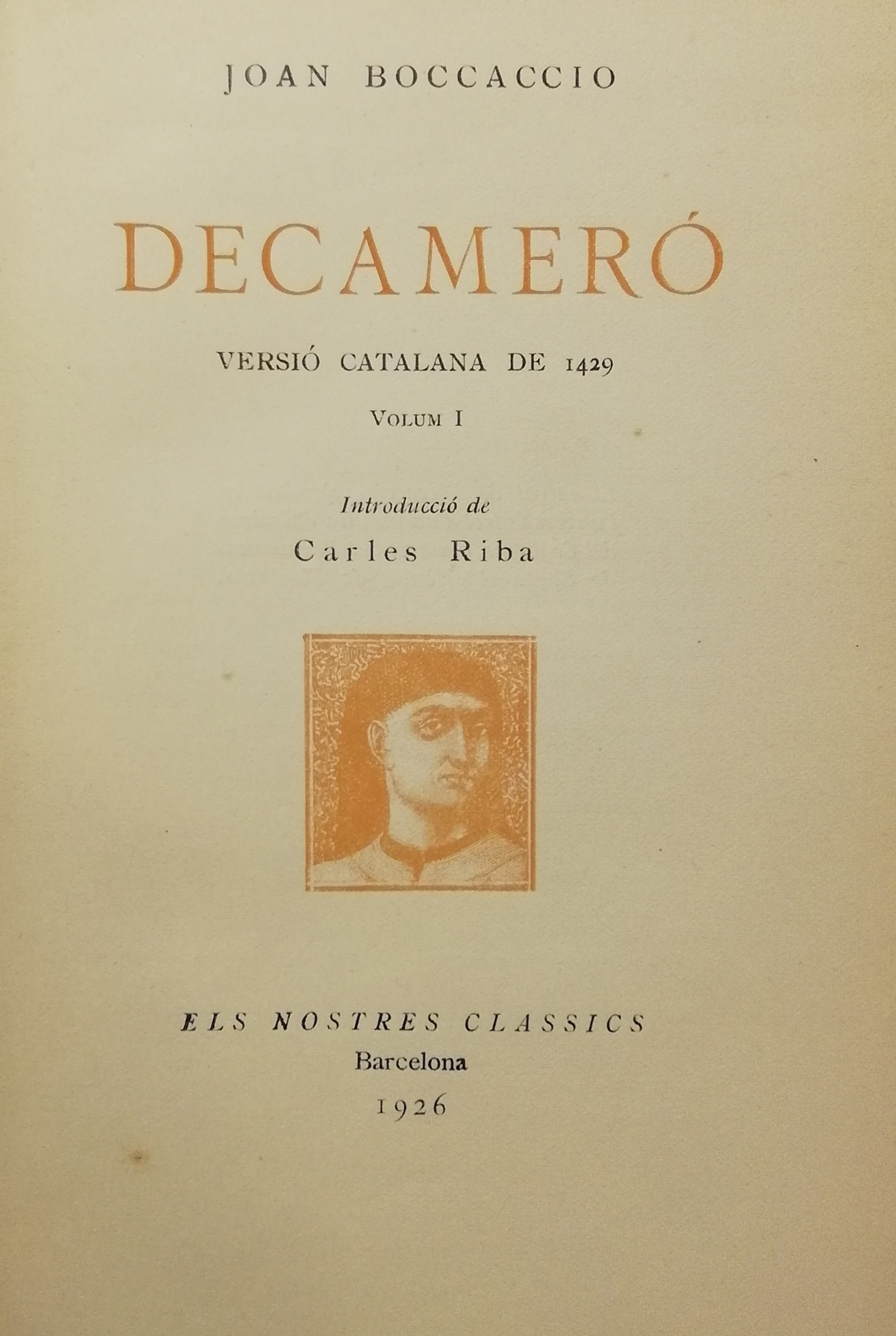
Traducció catalana de l'any 1429 del Decameró de Boccaccio. Reedició publicada a Barcelona l'any 1926

## Obres
El Decameró marca un punt d'inflexió en l'obra de Boccaccio. Així, les obres escrites anteriorment són considerades obres de joventut, i les posteriors són tingudes com a obres de maduresa o vellesa.

### Obres de joventut
- La caccia di Diana (1334-1335)
- Il Filostrato (1335)
- Teseida delle nozze d'Emilia (1339-1341)
- Comedia delle ninfe fiorentine (1339-1340)
- Amorosa visione (1341-1342)
- Elegia di Madonna Fiammetta (1343-1344)
- Ninfale fiesolano (1344-1346)

### Obres de maduresa

#### ElDecameró(1349-1351)
El llibre narra com un grup de deu joves (set noies i tres nois) es refugien en un turó durant la pesta de Florència del 1348 i, per entretenir-se, s'expliquen, en el transcurs de deu dies, cent històries de caràcter sovint humorístic i eròtic. Fins al segle xix, a l'Europa catòlica només va ser permesa la circulació d'una versió molt censurada del Decameró.
L'any 1429 se'n publicà la primera traducció completa a la nostra llengua, d'autor desconegut. Es tracta d'una traducció excel·lent, en la qual l'autor renuncia a la transposició verbum verbo, habitual en els trasllats de llengües romàniques, en benefici d'una contínua adaptació sintàctica de l'estil de Boccaccio, desmuntat i recompost en una prosa catalana menys llatinitzant, amb menys incisos i amb períodes en general més breus. La consciència literària del traductor s'evidencia també en l'aplicació de patrons mètrics a la prosa i en l'existència de trets d'estil propis recurrents.

#### Corbaccio(1354-1355)
Obra misògina que duu per subtítol Labirinto di amore. Va tenir molta influència en la literatura catalana i en autors com Bernat Metge o Jaume Roig.

#### Genealogie deorum gentilium(1360)
Tractat de mitologia clàssica, que fou una obra de referència estàndard durant els següents 400 anys.

#### Biografies
Boccaccio destacà per dos volums de biografies de personatges famosos: De Casibus Virorum Illustrium i De mulieribus claris, el primer dedicat als homes i el segon a les dones que havien aconseguit figurar en la història.